# ماناراتسندری
ماناراتسندری (به لاتین: Manaratsandry) یک منطقهٔ مسکونی در ماداگاسکار است که در مارو-ووآی (بخش) واقع شده‌است.
 ماناراتسندری  ۲۰٬۰۰۰ نفر جمعیت دارد و ۳۰ متر بالاتر از سطح دریا واقع شده‌است.